# Landeck
Landeck je okresní město v okresu Landeck v Rakousku v spolkové zemi Tyrolsko. Žije zde přibližně 7 700 obyvatel. Je po Innsbrucku druhým největším městem severního Tyrolska.

## Historie
16. dubna 1941 byl u něj (namísto v Protektorátu) nešťastnou náhodou vysazen Otmar Riedl, jediný člen prvního uskutečněného paravýsadku z Velké Británie s krycím názvem Operace Benjamin.